# Люмьер (кинопремия, 2005)
10-я церемония вручения наград премии «Люмьер» за заслуги в области французского кинематографа за 2004 год состоялась 16 февраля 2005 года.

## Список лауреатов
- Лучший фильм:
  - Хористы, режиссёр Кристоф Барратье.
- Лучший режиссёр:
  - Жан-Пьер Жёне, за фильм Долгая помолвка.
- Лучший актёр:
  - Матьё Амальрик за роль в фильме Короли и королева.
- Лучшая актриса:
  - Эмманюэль Дево за роль в фильме Короли и королева.
- Лучший сценарий:
  - Увёртка – Абделлатиф Кешиш.
- Многообещающему актёру:
  - Дамьен Жуйро за роль в фильме Орфографические ошибки.
- Многообещающей актрисе:
  - Лола Наймарк за роль в фильме Вышивальщицы
&
Марилу Берри за роль в фильме Посмотри на меня
- Лучший фильм на французском языке:
  - Завтра переезжаем , режиссёр Шанталь Акерман.